# Српска либерална странка
Српска либерална странка (СЛС) је некадашња класично либерална, националистичка, монархистичка и антикомунистичка политичка странка у СР Југославији и Републици Србији, основана 1991. године.
Распуштена је 2010. године, пошто није успела да прикупи довољан број потписа за пререгистрацију политичке странке, која је била предвиђена новим Законом о политичким странкама.

## Предисторија
Када је Иницијативни одбор Демократске странке најавио оснивање ове политичке странке 1989. године, био је састављен од појединаца различитих идеолошких позиција, које је окупљала само једна заједничка идеја, а то је обнова страначког плурализма. До првих унутрашњих сукоба дошло је уочи општих избора у децембру 1990. године. Владајућа Социјалистичка партија Србије је начинила извесне уступке према опозицији, који нису били довољни за организовање поштених избора. Ипак, председник ДС др Драгољуб Мићуновић и др Зоран Ђинђић (председник Извршног одбора ДС) су сматрали да је то сјајна прилика да се на практичним примерима укаже грађанима на нерегуларности и изборне манипулације које ће СПС спроводити. С друге стране, група високих функционера Демократске странке окупљена око др Косте Чавошког, др Николе Милошевића, Александра Петровића, Милана Божића и др Владете Јанковића, најавила је 9. октобра бојкот избора. Ово је резултирало тиме да Демократска странка на изборима добије свега 7 посланичких мандата, односно 374.887 гласова или 7,5% и тако се нађе на трећем месту са 8 пута мање гласова од СПС-а и два пута мање гласова од СПО-а.
За изборни неуспех, заступници бојкота су окривили Мићуновића. Међутим, радило се о оштријем идеолошком обрачуну између страначких функционера блиских левичарским идејама, где су били Мићуновић и Ђинђић и оних којима је била ближа конзервативна десница, односно Чавошки и Милошевић.

## Историја
Српска либерална странка је основана 22. јануара 1991. године. За првог председника је изабран академик др Никола Милошевић, а међу оснивачима су били др Коста Чавошки (професор Правног факултета Универзитета у Београду), Владан Васиљевић, Александар Петровић и Милан Божић. Странци су се придружили историчар и академик др Василије Крестић, др Смиља Аврамов (професорка Правног факултета Универзитета у Београду), др Мило Ломпар (професор Филолошког факултета у Београду) и психолог др Жарко Требјешанин (професор на ФАСПЕР-у).
Странка се 16. октобра јасно декларисала као монархистичка и заложила за обнову уставне монархије. Чавошки је тада изјавио да би то представљало симболичан, али радикалан отклон од комунистичке прошлости.
Будући да су у руководству Демократске странке остали академик Борислав Пекић (члан Крунског савета) и др Војислав Коштуница, који су наставили да предводе национално крило странке, СЛС није представљао озбиљну конкуренцију.
Заједно са Српским покретом обнове и Новом демократијом, СЛС је основала Уједињену српску демократску опозицију (УСДО) 22. маја 1991. године. На Тргу републике у Београду су 9. јуна одржали протестни скуп, који је прошао мирно. Тада их је критиковао Војислав Шешељ, председник Српске радикалне странке и назвао их издајницима, на шта су они њему узвратили квалификацијом да је "црвени војвода", а његове присталице назвали "црвени четници". Ова коалиција је престала да постоји током лета исте године.
Уочи парламентарних избора 1992. године, Српска либерална странка је са Српским покретом обнове и Новом демократијом основала коалицију ДЕПОС. Демократска странка није ушла у коалицију због оштрог неслагања са монархистичким и традиционалистичким опредељењима коалиције. Академик Љубомир Тадић, функционер ДС-а, назвао је Српску либералну странку "сателитом Српског покрета обнове". Касније је ДЕПОС-у приступила и Демократска странка Србије, чији се председник др Војислав Коштуница издвојио из Демократске странке у јулу 1992. године.
СЛС је напустила ДЕПОС пред изборе у новембру 1993. године, јер се незадовољна изборним условима одлучила за бојкот избора. Страначки функционер Милан Божић је тада напустио СЛС и придружио се Српском покрету обнове.
Након смене Драгољуба Мићуновића и доласка Зорана Ђинђића на место председника Демократске странке 1994. године, она почиње да добија национално-демократски курс. Тако је дошло до краткотрајне сарадње са Српском либералном странком, све док није формирала коалиција Заједно 1996. године, од стране Демократске странке, Српског покрета обнове и Грађанског савеза Србије.
Српска либерална странка је бојкотовала изборе 1997. године, заједно са већином опозиционих странака.
У коалицији са Демократском странком Србије, СЛС је изашла на парламентарне изборе 2003. године. Тада су добили само једно посланичко место, а народни посланик је постао Никола Милошевић, председник СЛС.

### Распуштање и наследници
После смрти Николе Милошевића у јануару 2007. године, нови председник СЛС је постао Милован Јеремић. После доношења новог Закона о политичким странкама, Српска либерална странка није успела да прикупи 10.000 потписа за пререгистрацију и обрисана је из регистра политичких странака 24. јануара 2010. године.
Пошто је било уочено да СЛС неће прикупити потписе, 3. јануара 2010. године је основан Српски либерални савет, удружење грађана које је требало да продужи политику Српске либералне странке.
Српски либерални савет се 2015. године придружио коалицији Демократске странке Србије и Двери. Генерални секретар Српског либералног савета Александар Недић, унук генерала Милана Недића, био је кандидат за народног посланика на листи ДСС-Двери на изборима 2016. године.
Тренутни заступник Српског либералног савета је Милорад Станојловић.

## Идеологија

### Рехабилитација политичких осуђеника
Српска либерална странка се залагала за рехабилитацију политичких осуђеника, које су осудиле комунистичке власти у Југославији након Другог светског рата из идеолошких разлога.
Заједно са Омладином Демократске странке Србије, Српска либерална странке је 3. маја 2006. године поднела захтев за рехабилитацију др Слободана Јовановића, предратног ректора Београдског универзитета, декана Правног факултета Универзитета у Београду и председника Министарског савета Краљевине Југославије у емиграцији. Решење о рехабилитацији је донето 25. октобра 2007. године, те су посмртни остаци Слободана Јовановића пренети у Србију и сахрањени 10. децембра 2011. године на Новом гробљу у Београду.
Дана 26. фебруара 2009. године, Војислав Михаиловић (унук генерала Драгољуба Драже Михаиловића) је покренуо захтев за рехабилитацију свог деде, уз подршку Српске либералне странке, Удружења припадника Југословенске војске у отаџбини, Удружења политичких затвореника и жртава комунистичког режима и професорке међународног права Смиље Аврамов.
Током 2008. године, Александар Недић (унук генерала Милана Недића) је уз помоћ Српске либералне странке покренуо поступак за рехабилитацију свог деде.

## Истакнути чланови
- др Никола Милошевић, историчар књижевности, редовни професор Филолошког факултета Универзитета у Београду, редовни члан Српске академије наука и уметности
- др Коста Чавошки, правник, редовни професор Правног факултета Универзитета у Београду, редовни члан Српске академије наука и уметности
- др Василије Крестић, историчар, редовни професор Филозофског факултета Универзитета у Београду, редовни члан Српске академије наука и уметности[4]
- др Смиља Аврамов, правник, редовни професор Правног факултета Универзитета у Београду, редовни члан Српске академије наука и уметности[4]
- др Мило Ломпар, историчар књижевности, редовни професор Филолошког факултета Универзитета у Београду[4]
- др Жарко Требјешанин, психолог, професор на Факултета за специјалну едукацију и рехабилитацију
- Александар Петровић, редитељ[4]
- Милан Божић, математичар